# ¿Quién? (phim truyền hình)
¿Quién? là một telenovela của đạo diện Guillermo Diazayas phát sóng trên Televisa năm 1973. Bộ phim có sự tham gia của Silvia Pinal và Joaquín Cordero.

## Diễn viên
- Silvia Pinal
- Joaquín Cordero
- Félix González
- Gustavo Rojo
- Miguel Manzano